# Act Three
Act Three fue el tercer y último álbum de estudio de la banda G4. El álbum incluía un dueto con Stephen Gately en la canción «No Matter What», Gately habiendo cantado principalmente en la versión de la canción con su banda Boyzone. Este fue el tercer álbum de rock, pop y clásicos tradicionales cantados en el estilo Rock fusión por el grupo. Siendo publicado el mismo que su tercer álbum por la banda similar Il Divo, Act Three alcanzando la posición #21 en los listados de Reino Unido con ventas de 37 487 copias en su primera semana.

## Lista de canciones
1. «Volare»
2. «Somebody To Love»
3. «Danny Boy»
4. «'O sole mio»
5. «Amazing Grace»
6. «No Matter What» (con Stephen Gately)
7. I Don't Like Mondays
8. Crazy
9. Cavatina
10. Toreador
11. Old and Wise
12. We'll Meet Again
13. Silent Night